# Ebo contrastus
Ebo contrastus là một loài nhện trong họ Philodromidae.
Loài này thuộc chi Ebo. Ebo contrastus được miêu tả năm 1972 bởi Sauer & Norman I. Platnick.